# 2021 dans la Manche
Cet article présente les faits marquants de l'année 2021 dans la mer de la Manche.

## Évènements

### Novembre
- Naufrage du 24 novembre 2021 dans la Manche ayant entrainé la mort de 27 personnes et ayant entrainé un scandale sur la gestion des secours.